# 11 juin 1957
Le mardi 11 juin 1957 est le 162e jour de l'année 1957.

## Naissances
- Ammar Souayah, joueur tunisien de football
- Daniel Maric, joueur français de hockey sur glace
- Florence Müller, historienne française
- Francesc Orella, acteur espagnol
- Gianfranco Dalla Barba, escrimeur italien
- Gilles Verlant (mort le 20 septembre 2013), journaliste, animateur de radio et de télévision belge
- Nansi Ivanišević, enseignante et haut fonctionnaire croate
- Thom de Graaf, homme politique néerlandais
- Werner Devos, coureur cycliste belge

## Décès
- Alexandre Laurent (né le 10 décembre 1918), pilote de chasse français
- Alfred Krauss (né le 2 février 1908), gymnaste artistique français
- Hughie Gallacher (né le 2 février 1903), footballeur britannique
- Shigeyasu Suzuki (né le 1er septembre 1886), militaire japonais

## Événements
- Crise fiscale au Venezuela. L’État est presque en faillite. Les élites conservatrices se joignent à l’opposition pour réclamer le départ du dictateur Marcos Pérez Jiménez. Les partis d’opposition (parti communiste, AD, COPEI, IRD) décident de former une junte patriotique pour renverser le dictateur (juin). Les trois partis non communistes se mettent secrètement d’accord à New York pour exclure les communistes du pouvoir en dépit de leur participation à la résistance[1].
- Création de l'ordre bavarois du Mérite
- Sortie de la chanson Teddy Bear interprété par Elvis Presley